# 598

## Събития
- Започва война между Япония и Корея.